# Bréhand
Bréhand är en kommun i departementet Côtes-d'Armor i regionen Bretagne i nordvästra Frankrike. Kommunen ligger i kantonen Moncontour som tillhör arrondissementet Saint-Brieuc. År 2022 hade Bréhand 1 695 invånare.

## Befolkningsutveckling
Antalet invånare i kommunen Bréhand
Referens:INSEE